# Айрон (округ, Миссури)
Округ Айрон (англ. Iron County) — округ штата Миссури, США. Население округа на 2009 год составляло 9943 человека. Административный центр округа — город Айронтон.

## История
Округ Айрон основан в 1857 году.

## География
Округ занимает площадь 1427,1 км². 27,18 % площади округа занимает единственный национальный лес Миссури — «Марк-Твен».

## Демография
Согласно оценке Бюро переписи населения США, в округе Айрон в 2009 году проживало 9943 человека. Плотность населения составляла 7 человек на квадратный километр.